# 赛扬
賽揚（英語：Celeron）是英特爾公司中央處理器的一個注冊商標。
第一代賽揚處理器於1998年發布，當時定位為比奔騰（Pentium）低階的經濟型產品。Intel於2006年發布酷睿處理器，賽揚則作為比奔騰更低階，但比凌動（Atom）高階的產品。
AMD公司在2000年至2003年銷售鑽龍（Duron）處理器來與賽揚搶占低端市場份額；鑽龍停產後，於2004年7月推出閃龍（Sempron）處理器繼續與賽揚競爭。
2022年9月，英特爾宣佈在筆記本端不再使用賽揚品牌，取而代之的為“Intel Processor”品牌。

## 產品簡介
作為一款經濟型處理器，賽揚基本上可以看作是同一代奔騰的簡化版。核心方面幾乎都與同時代的奔騰處理器相同，主要區別有：
- 在擴展指令集方面如MMX、SSE、SSE2、SSE3、EM64T等往往落後一代。
- 在新型處理器技術方面如VT-x、Hyper Threading、DEP、SpeedStep等往往延後或者從未引入。
- 在一些限制處理器總體性能的關鍵參數上如前端總線、二級緩存、三級緩存做了簡化。

由於賽揚處理器較低的價格，還有較低的前端總線所帶來的超頻潛力，賽揚被一些超頻愛好者所追捧。但是從Sandy Bridge架構開始，Intel大幅限制超頻。
比較經典的例子如，Celeron 300A經常被超頻到450MHz使用、Celeron II 566超頻到高於850MHz、Celeron III 1GHz超頻到1.3GHz等等。
| Intel Celeron 處理器家族                                                           | Intel Celeron 處理器家族                                             | Intel Celeron 處理器家族                                                        | Intel Celeron 處理器家族                                             | Intel Celeron 處理器家族                                       | Intel Celeron 處理器家族                                             | Intel Celeron 處理器家族 | Intel Celeron 處理器家族 | Intel Celeron 處理器家族 |
| 桌上型電腦                                                                         | 桌上型電腦                                                           | 桌上型電腦                                                                      | 手提電腦                                                             | 手提電腦                                                       | 手提電腦                                                             |                          |                          |                          |
| 代號                                                                               | 核心                                                                 | 推出日期                                                                        | 代號                                                                 | 核心                                                           | 推出日期                                                             |                          |                          |                          |
| ---------------------------------------------------------------------------------- | -------------------------------------------------------------------- | ------------------------------------------------------------------------------- | -------------------------------------------------------------------- | -------------------------------------------------------------- | -------------------------------------------------------------------- | ------------------------ | ------------------------ | ------------------------ |
| Covington Mendocino Coppermine Tualatin Willamette Northwood Conroe-L Sandy Bridge | (250nm) (180nm) (130nm) (180nm) (130nm) (65nm) (32nm)                | 1998年4月 1998年8月 2000年3月 2001年10月 2002年5月 2002年9月 2007年6月 2011年Q3 | Mendocino Coppermine Tualatin Northwood Yonah-512 Merom Sandy Bridge | (250nm) (180nm) (130nm) (65nm) (32nm)                          | 1999年1月 2000年2月 2002年4月 2002年6月 2006年4月 2007年1月 2011年Q3 |                          |                          |                          |
| Prescott Cedar Mill                                                                | (90nm) (65nm)                                                        | 2004年6月 2006年5月                                                             |                                                                      |                                                                |                                                                      |                          |                          |                          |
|                                                                                    |                                                                      |                                                                                 | Banias Dothan Yonah Merom                                            | (130nm) (90nm) (65nm)                                          | 2004年1月 2004年8月 2006年4月 2007年1月                              |                          |                          |                          |
| Allendale Wolfdale Sandy Bridge Ivy Bridge Haswell                                 | 雙核心 (65nm) 雙核心 (45nm) 雙核心 (32nm) 雙核心 (22nm) 雙核心(22nm) | 2008年1月 2009年8月 2011年Q3 2013年Q2~Q3 2014年Q1~Q2                            | Merom Penryn Arrandale Sandy Bridge Ivy Bridge Haswell               | 雙核心 (65nm) 雙核心 (45nm) 雙核心 (32nm) 雙核心 (22nm) 雙核心 | 2008年7月 2008年Q3 2010年Q1 2011年Q3 2013年 2014年                   |                          |                          |                          |
| Skylake Kaby Lake Coffee Lake                                                      | 双核心 (14nm)                                                        | 2015年12月 2017年1月 2018年4月                                                  | Boradwell Skylake Kaby Lake                                          | 双核心 （14 nm)                                                | 2015年 2016年 2017年                                                 |                          |                          |                          |
| Intel Celeron 處理器列表                                                           |                                                                      |                                                                                 |                                                                      |                                                                |                                                                      |                          |                          |                          |

## P6架构

### Covington
- 接口：Slot-1
- 制程：250納米
- 电压：2.00伏特
- 指令集：MMX
- 外频：66MHz
- 倍频：4x、4.5x

赛扬系列的首次登场，当时只推出了266MHz和300MHz两个型号，其实就是0.25微米製程的Pentium II简单去掉了片外512KB半速二级缓存的产物。由于没有L2缓存，整数性能低下，影响了赛扬的商用程序方面的表现。但是L2缓存对浮点性能并无较大影响，达到了接近同频率奔腾2代的水平，适合于游戏等家庭应用。此外，没有二级缓存拖累的赛扬处理器超频能力很强，使得没有二级缓存的赛扬处理器面对AMD K6处理器在大多数情况下依然能占据上风。在AMD推出集成3D NOW!指令集的K6-2处理器后，情况发生了变化，没有二级缓存的第一代赛扬处理器似乎已经没有能力继续对抗AMD的攻势，Intel在不久后也随即停产了这两款处理器。

### Mendocino

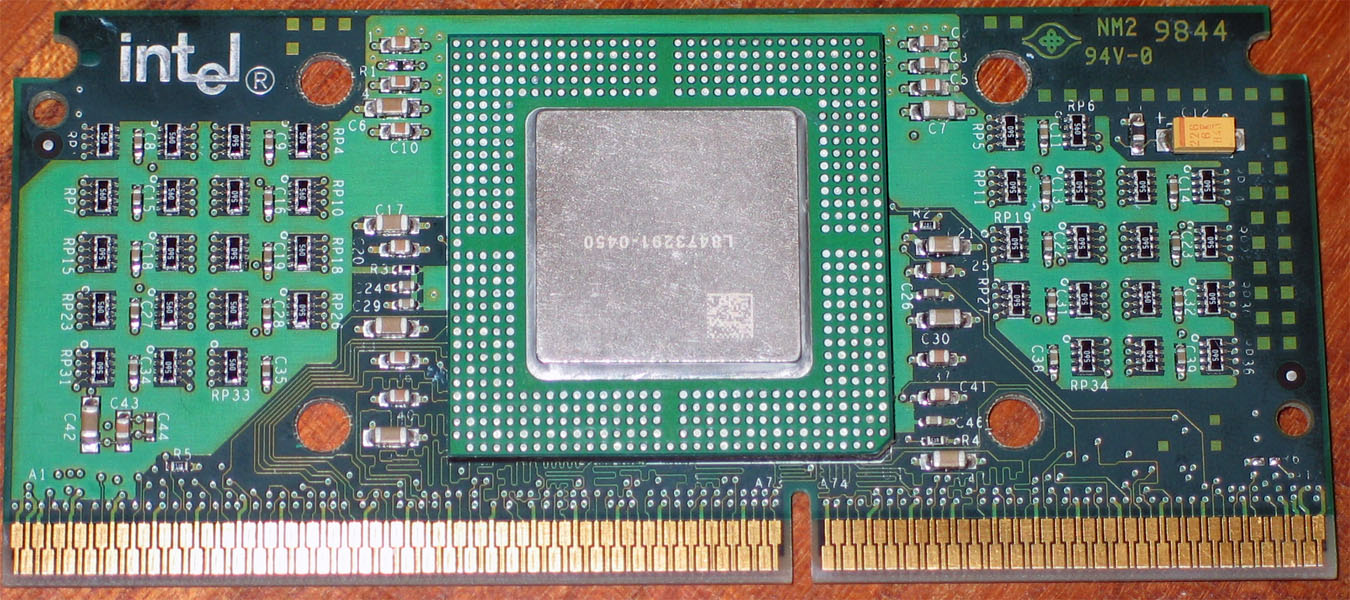
Celeron 300A（Slot-1版本）

- 接口：Slot-1 与 Socket 370
- 制程：250納米
- 电压：2.00伏特
- 指令集：MMX
- 外频：66MHz
- 倍频：4.5x、5x、5.5x、6x、6.5x、7x、7.5x、8x

为了挽回在Covington上失去的形象与市场份额，Intel推出了配备128KB片内全速L2缓存的赛扬处理器。频率从300MHz到533MHz。整合的128KB全速二级缓存大大的提升了赛扬的性能，而超频性并未降低，最终，较低的价格与合适的性能使得赛扬夺回了失去的市场。在Celeron300A推出后，Intel也发现似乎SLOT 1架构对于没有片外缓存的赛扬处理器是不小的浪费，遂推出了一种专用于低成本处理器的Socket 370接口。让Intel未曾想到的是，最后取代Pentium II的Pentium III处理器最终也使用了这个当初专门为赛扬处理器开发的接口。
值得一提的是这一系列中的Celeron 300A，拥有优秀的超频能力。再加上0.1 V电压之后，普遍能稳定运行在450MHz。从而对当时奔腾II的市场构成了不小的威胁。赛扬处理器在这段时间内几乎完全垄断了亚洲各国的组装PC市场，不但击溃了当时第三大CPU生产商CYRIX，使其面临倒闭，极大遏制了AMD的K6-2处理器，甚至也阻碍了自家的高端处理器Pentium II的销售。

### Coppermine-128
- 接口：Socket 370
- 制程：180納米

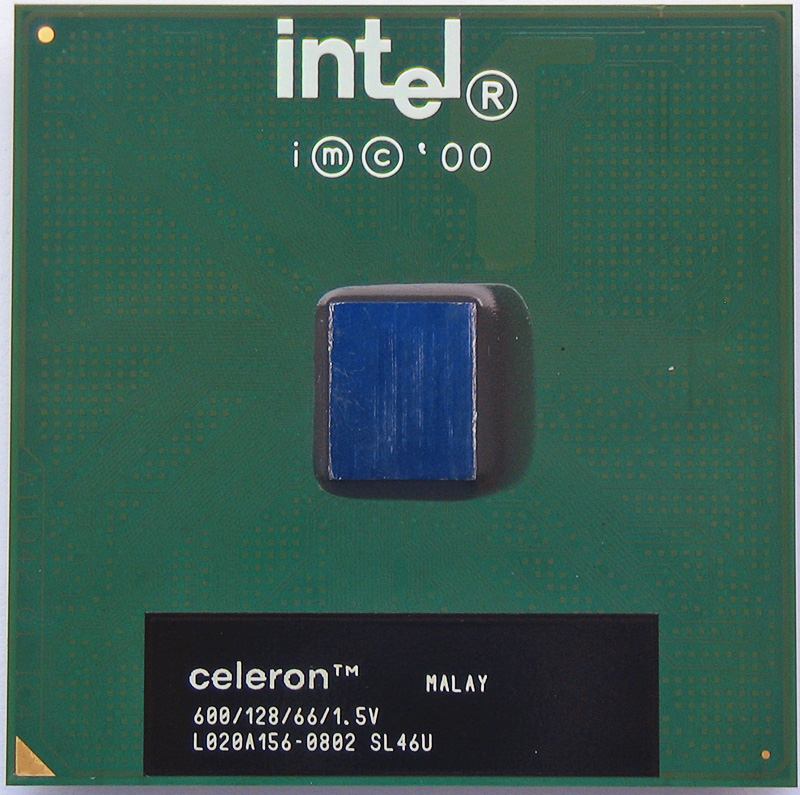
600 MHz的Celeron Coppermine 128

- 电压：1.5伏特、1.65伏特、1.7伏特、1.75伏特
- 指令集：MMX、SSE
- 外频：66MHz、100MHz
- 倍频：8x、8.5x、9x、9.5x、10x、10.5x、11x、11.5x（66MHz），8x、8.5x、9、9.5、10、11（100MHz）

这系列的赛扬俗称「赛扬2」或“赛扬 II”。赛扬2继续保持了赛扬处理器作为低端产品线的位置，但和当时的Pentium III处理器一样，同时受到了性能更高的AMD处理器的强力竞争。曾经一度在组装电脑市场与AMD Duron处理器的竞争中性能处于明显劣势。仅仅是靠主板芯片组平台更佳的稳定性和较低的发热功耗赢得市场份额。

### Tualatin-256
- 接口：Socket 370
- 制程：130納米
- 电压：1.45伏特、1.475伏特、1.50伏特
- 指令集：MMX、SSE
- 外频：100MHz
- 倍频：10x、11x、12x、13x、14x

这系列的赛扬俗称「赛扬3」或“赛扬 III”。
Tualatin是Intel第一次采用0.13微米制造工艺的产品，512KB二级缓存下的运行速度甚至超越主频高出许多的Willamette核心奔腾4，为了避免影响奔腾4的销售，Intel将Tualatin核心奔腾III的L2砍掉一半，将512KB二级缓存的产品转为仅供服务器市场的“Pentium III-S”，但同核心的Celeron的二级缓存也为256KB，使得其与奔腾III的区别仅在于外频，在超频至133MHz外频后，此代赛扬与同期奔腾III没有任何区别，这也是赛扬与同世代奔腾之间差别最小的一代。此代赛扬虽比原始的Tualatin减少了一半二级缓存，但仍有256KB，甚至比下一代的Willamette-128核心“赛扬4”还大一倍，从而使得赛扬一直被诟病的整数性能大幅度提升，再加上0.13微米制造工艺带来的低发热，使得此代赛扬超频性依然不俗，绝大多数都可以超频到133MHz，1.1GHz超频至1.47GHz后性能甚至超过Willamette-128核心2.0GHz的新赛扬。因此，在中国大陆的玩家群中，提到「图拉丁」，更多地是指这款价廉物美的赛扬处理器。

## NetBurst架构

### Willamette-128
- 接口：Socket 478
- 制程：180納米
- 电压：1.75伏特
- 指令集：MMX、SSE、SSE2
- 外频：100MHz (400MHz FSB)
- 倍频：17x、18x、20x

这系列的赛扬俗称「赛扬4」。
这是首次采用与Pentium 4相同架构的赛扬系列，L2缓存又回缩成128KB，导致性能平平。在测试中，2.0GHz的此核心处理器很多项目上甚至不敌仅1.2GHz的Tualatin-256赛扬处理器。这也是赛扬处理器问世以来与主流奔腾处理器性能差距最大的一代。当时的赛扬处理器几乎很难在与AMD的处理器的竞争中获得优势,而与AMD处理器的性能差距甚至连当时的Willamette P4都无法完全弥补。

### Northwood-128
- 接口：Socket 478
- 制程：130納米
- 电压：1.50至1.55伏特
- 指令集：MMX、SSE、SSE2
- 外频：100MHz (400MHz FSB)
- 倍频：18x、20x、21x、22x、23x、24x、25x、26x、27x、28x

这系列的赛扬俗称「赛扬4」。
采用新的0.13微米制造工艺且降低了电压，使得发热量降低。系列中的Celeron 2.0A能够在普通散热条件下让外频工作在133 MHz(533MHz FSB)，频率达到2.66GHz。这与第一代Willamette核心的赛扬处理器相比频率和发热量表现好不少，但是相比Northwood核心奔腾4明显的性能提升，赛扬处理器与之间的性能差距被愈来愈拉大，这一状况一直到Prescott核心的新产品问世后才得以改善。

## Celeron D

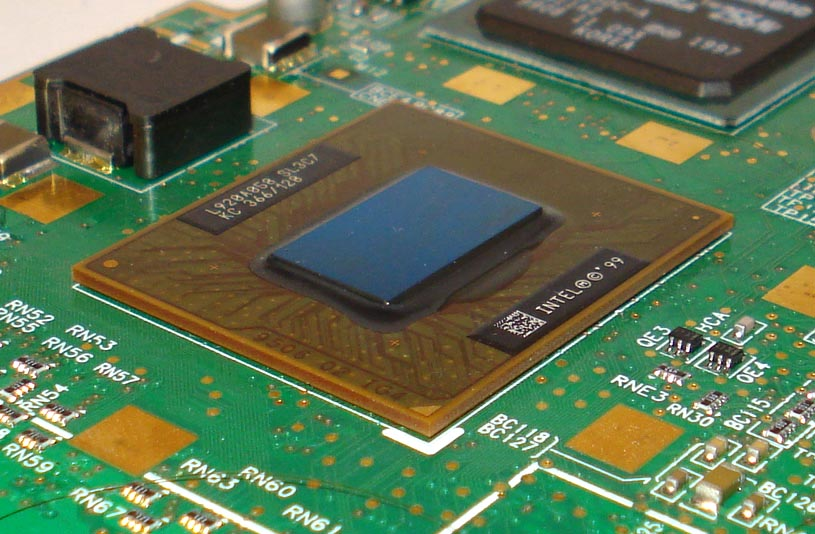
筆記型電腦Celeron mobile一體化封裝版

### Prescott-256
- - 接口：Socket 478 与 LGA 775
  - 制程：90納米
  - 电压：最高1.4伏特
  - 指令集：MMX、SSE、SSE2、SSE3
  - 外频：133MHz （533MHz FSB）
  - 倍频：17x（仅Socket 478平台）、18x（仅Socket 478平台）、19x、20x、21x、22x、23x、24x、25x

这一代产品被赋予全新的品牌「赛扬D」，并使用了新的LOGO。
虽然该核心采用90nm工艺，但性能与上代Northwood相比并无较大区别，CPU整体性能提升更多得益于二级缓存的增加（由128KB增加到256KB）。
该系列赛扬处理器编号中“J”结尾的支持EM64T。
该系列赛扬也首次开始使用性能指数命名方式，如"Celeron D 310"（2.13GHz）、"Celeron D 330J"（2.66GHz）；而不再使用主频来命名，这使得一些消费者无法接受。

### Cedar Mill-512
- - 接口：LGA 775
  - 制程：65納米
  - 电压：
  - 指令集：MMX、SSE、SSE2、SSE3、EM64T
  - 外频：133MHz （533MHz FSB）
  - 倍频：23x、24x、25x、26x、27x

L2再次擴大，达到512KB，效能再次提升，部分性能已经接近一些FSB较低的1MB缓存版本的P4 5XX系列处理器，這系列所有處理器皆支援EM64T。不过此时面对强大对手:AMD Sempron处理器时，架构已经显得落后的赛扬处理器还是有点力不从心。
型號有 "Celeron D 347" （3.06GHz） , "Celeron D 352" （3.2GHz） , "Celeron D 356" （3.33GHz） , "Celeron D 360" （3.46GHz）, "Celeron D 365" （3.60GHz）"

## Core微架构

### Conroe-L
- - 接口：LGA 775
  - 制程：65nm
  - 电压：1.35V
  - 指令集：MMX、SSE、SSE2、SSE3、SSSE3、EM64T
  - 外频：200 MHz （800 MHz FSB）
  - 倍频：8x、9x、10x、12x

Celeron 400系列是Intel Core 2架構下其中一種的新一代單核心廉價處理器，已於2007年6月3日發售。雖然它是Intel Core 2架構下的新處理器，但是不會使用Intel Core 2的處理器代號，取而代之會用Celeron 4XX 為處理器代號。
有不同的軟件測試證明，Celeron 430及Celeron 440的性能均比Celeron D 365（3.6GHz）處理器更高，特別在遊戲性能方面。兩者售價分別約為49及59美元，因較便宜及性能較佳的關係，有望於2007年底前完全取代上一代NetBurst微架構的產品，這意味著NetBurst微架構時代的終結。
| 型號 | 時脈(MHz) | L2緩存 | FSB      | 倍頻(倍) | 外頻   | TDP(W) | 插座    | 發行日       |
| ---- | --------- | ------ | -------- | -------- | ------ | ------ | ------- | ------------ |
| 420  | 1600      | 512KB  | 800 MT/s | 8        | 200MHz | 35     | LGA 775 | 2007年6月3日 |
| 430  | 1800      | 512KB  | 800 MT/s | 9        | 200MHz | 35     | LGA 775 | 2007年6月3日 |
| 440  | 2000      | 512KB  | 800 MT/s | 10       | 200MHz | 35     | LGA 775 | 2007年6月3日 |
| 450  | 2200      | 512KB  | 800 MT/s | 11       | 200MHz | 35     | LGA 775 |              |
| 460  | 2400      | 512KB  | 800 MT/s | 12       | 200MHz | 35     | LGA 775 |              |

### Celeron Dual Core E1系列(Conroe 512K  65nm)
- - 接口:LGA 775
  - 制程:65nm
  - 电压:1.35V
  - 指令集:MMX、SSE、SSE2、SSE3、SSSE3、EM64T
  - 外频:200MHz (800MHz FSB)
  - 倍频:8x,10x,11x,12x

Intel 於 2008 年初推出首顆 Celeron 雙核心低階處理器，命名為 Celeron E1000家族，有助加速多核心普及進程，預期單核心將會在 2009 年完全退出市場。
首顆 Celeron 雙核心處理器型號為 E1200，採用 65 奈米制程 Conroe 核心，核心時脈為 1.6GHz ，支援 800MHz FSB ，採用 Socket 775 處理器接口，內建 L2 Cache 縮減至 512KB ，支援 EIST 、 Intel 64 及 XD Bit 技術，TDP 為 65W 。
雙核心Celeron  E1200已於 2008 年1月20日正式推出，售價為每千顆單價 $53 美元，與單核心 Celeron 440 同價，相比同核心、 FSB 時脈，但內建 1MB L2 Cache 的 Pentium Dual-Core E2140 便宜約 $11 美元。
據主機板業者透露， Intel 並未打算在 2008 年內完全普及 Celeron 雙核心產品，仍會保持單核心 Celeron 400 家族出貨，預期 Celeron E1000 家族推出後首季僅佔 Intel 整體桌面處理器出貨量約 3% ，下年半將會提升至一成，預期要至 2009 年才會完全取代單核心 Celeron 原有地位 。
| 型號  | 時脈(MHz) | L2緩存 | FSB      | 倍頻(倍) | 外頻   | TDP(W) | 插座    | 發行日    |
| ----- | --------- | ------ | -------- | -------- | ------ | ------ | ------- | --------- |
| E1200 | 1600      | 512KB  | 800 MT/s | 8        | 200MHz | 65     | LGA 775 | 2008/1/20 |
| E1400 | 2000      | 512KB  | 800 MT/s | 10       | 200MHz | 65     | LGA 775 | 2008/5/11 |
| E1500 | 2200      | 512KB  | 800 MT/s | 11       | 200MHz | 65     | LGA 775 |           |
| E1600 | 2400      | 512KB  | 800 MT/s | 12       | 200MHz | 65     | LGA 775 |           |

### Celeron Dual Core E3系列 (Wolfdale 1M 45nm)
- - 接口:LGA 775
  - 制程:45nm
  - 电压:0.85–1.3625
  - 指令集:MMX、SSE、SSE2、SSE3、SSSE3、EM64T、VT-x
  - 外频:200MHz (800MHz FSB)
  - 倍频:12X,12.5x,13X,13.5X

Intel 在2009推出全新低階 DT 處理器 Celeron E3000 家族，相比舊有 Celeron E1 系列，將改用 45nm High-K + Metal Gate 制程，核心時脈將進一步提升，而且 L2 Cache 亦由 512KB 提升至 1MB ，並將加入 Intel Virtualization Technology 功能，令 VT 技術完全普及至低階 DT 市場。
據了解， Intel Celeron E3000 家族初上市共有兩款型號，包括 Celeron E3200 及 Celeron E3300 ，採用 Wolfdale 雙核心，核心時脈分別為 2.4GHz 及 2.5GHz ，支援 800MHz FSB ，內建 1MB L2 Cache ，最高 TDP 為 65W ，支援 EIST 、 Intel 64 、 XD Bit 及在 Celeron 處理器階級中首次加入 Intel VT-x 技術。后期推出E3400和E3500系列。
據 Intel 內部數據指出，新一代 Intel Celeron E3000 由於在 Cache 數目上相較上代提高一倍，對於影像、音訊遊戲應用均有明顯的效能改善，尤其是照片處理上最高可達至 30% 的效能提升。其性能和规格都与上一代的Pentium DUAL Core E2160/E2180/E2200基本持平。
| 型號  | 時脈(MHz) | L2緩存 | FSB      | 倍頻(倍) | 外頻   | TDP(W) | 插座    | 發行日  |
| ----- | --------- | ------ | -------- | -------- | ------ | ------ | ------- | ------- |
| E3200 | 2400      | 1024KB | 800 MT/s | 12       | 200MHz | 65     | LGA 775 | 2009 Q3 |
| E3300 | 2500      | 1024KB | 800 MT/s | 12.5     | 200MHz | 65     | LGA 775 | 2009 Q3 |
| E3400 | 2600      | 1024KB | 800 MT/s | 13       | 200MHz | 65     | LGA 775 | 2010 Q3 |
| E3500 | 2700      | 1024KB | 800 MT/s | 13.5     | 200MHz | 65     | LGA 775 | 2010 Q3 |

## Celeron G
自Sandy Bridge微架構後，Celeron分為Celeron G（桌上型處理器）/Celeron J/Celeron N/Celeron U幾個系列。

## 移动版赛扬

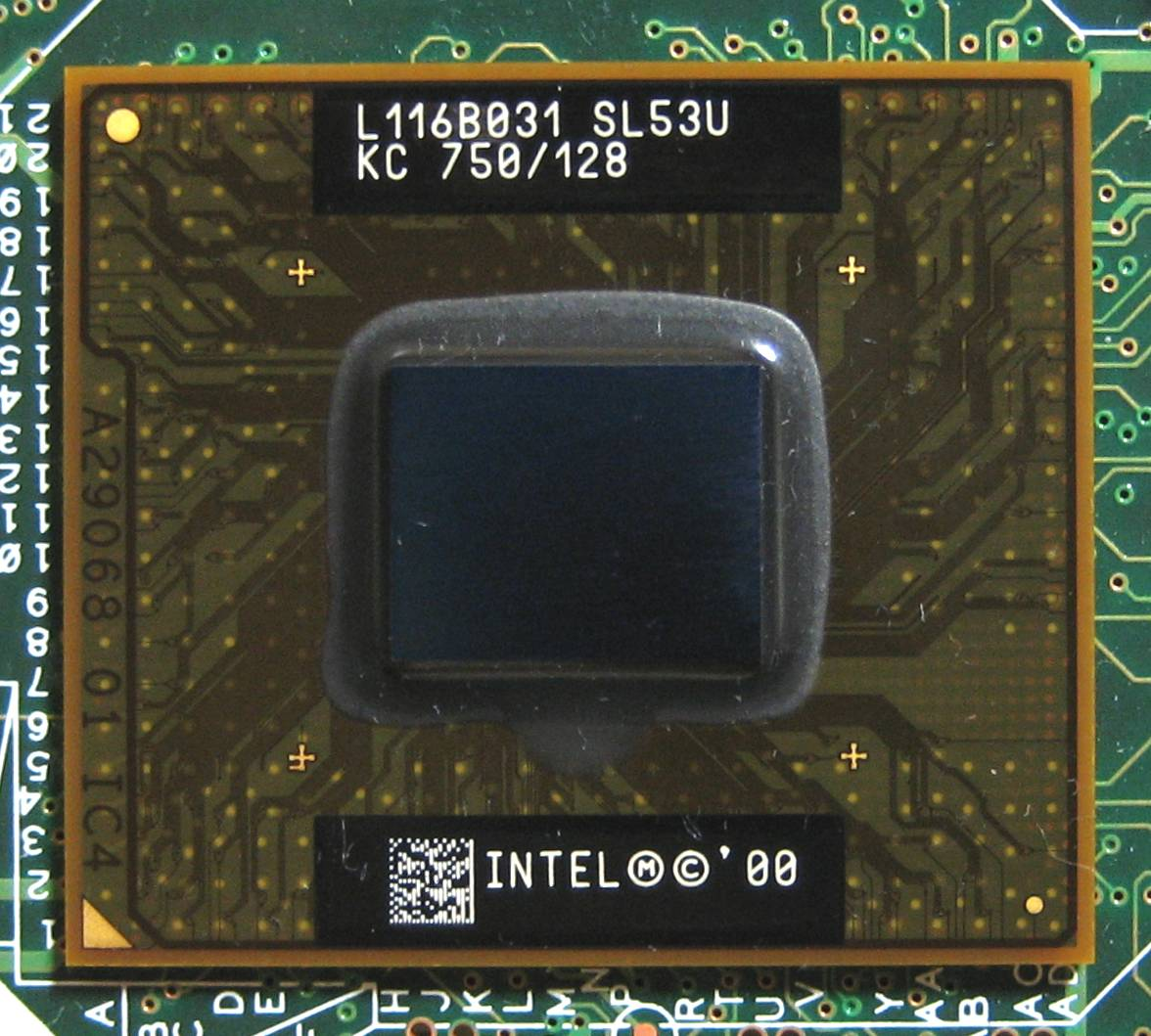
移动赛扬 750MHz BGA版

### Tualatin-256
这是第一个赛扬移动处理器,建立在大名鼎鼎的图拉丁核心上。和相应的台式处理器不同的是移动版本提供100 MHz和133 MHz的前端总线。和桌面版本一样,这些处理器都具有256KB的二级缓存。

### Northwood-256 / Celeron "4" Mobile
Celeron "4" Mobile（简称“C4-M”/“C4M”）原本定位于与P4M同时期较低端笔记型電腦使用。其同样采用Northwood核心，但是配备了256KB的二级缓存，同时，在一定程度上支持SpeedStep。
C4M真正大放光彩的舞台不是笔记型電腦，而是桌上型電腦。爱好者从特殊渠道取得了BGA植针版的“Socket478”脚位的C4M，对主板无需多加改装即可使用，同时得到突破了瓶颈的二级缓存与更安静的电脑——得益于来自笔记型電腦的省电技术。

## Celeron M

### Dothan-1024
Celeron M 3x0系列

### Yonah-1024
Celeron M 4x0系列

### Merom-1024
Celeron M 5x0系列

### Merom-1024 dual Core
Celeron M T 1x00系列

### Penryn-1024 dual Core
Celeron M T 3x00系列
支持Intel 64

## 字母与编号
- A，推出的新核心赛扬有与上一代产品有相同频率的，在主频数字后加 A 以区别。

例如，**Celeron 300A（MHz）
- - Celeron 2.0A（GHz）

这种方法在Pentium系列中也有采用。如Pentium 2.0A。
- D，采用Prescott核心的赛扬产品，至此告别“赛扬4”。
- J，表示处理器支持 禁用执行位（Execute Disable Bit and Enterprise Security） 功能。
- M，表示设计用于移动平台使用。

Intel官方其实并没有给出“赛扬”加上某个数字的编号形式，但是在日常使用中，有以下称呼：
- 赛扬2代（有简称C2）：以Coppermine-128为核心的赛扬处理器，由于外频扩展到了100MHz，内存性能大幅上升，而有了“新一代”的称呼。
- 赛扬3代（有简称C3）:以Tualatin-256为核心的赛扬处理器，二级缓存由之前的128KB增加到256KB，在性能上有大幅飞跃，得到该称呼。
- 赛扬4代（有简称C4）：Intel换用新的NetBurst架构与新接口（Socket 478），而Northwood-128的采用也使得之前并不受欢迎的Willamette核心赛扬迅速被遗忘，这代核心的赛扬被称作“赛扬4”。

在之后，Intel推出了赛扬D，爱好者们至此也不再以“赛扬X”来称呼某代赛扬处理器。